# Kažotić
Kažotić (lat. Casotti), trogirska plemićka obitelj koja se prvi put spominje u izvorima početkom 13. stoljeća. Rodonačelnik obitelji bio je Kažot, koji je obnašao dužnost komunalnoga rektora i sudca. U srednjem vijeku bili su jedna od najutjecajnijih plemićkih obitelji u Trogiru, koja je dala niz gradskih i crkvenih dostojanstvenika.
Među članovima obitelji ističu se bl. Augustin, zagrebački biskup (1303. – 1323.) i Nikola, trogirski biskup (1362. – 1371.), a u 19. stoljeću književnik Marko. Obitelj je dobila potvrdu austrijskog plemstva 1823. godine, i u istom stoljeću je izumrla.

## Vanjske poveznice
- Kažotić Hrvatska enciklopedija